# Lista de campeões 24/7 da WWE
Esta lista de campeões 24/7 da WWE reúne os atletas que obtiveram este título de luta livre profissional disputado na WWE. Ele tem a regra especial de que pode ser defendido "24/7", ou seja, em qualquer momento, em qualquer lugar, desde que um árbitro da promoção esteja presente. Por causa desta regra, o campeonato é defendido em todos os programas da WWE: Raw, SmackDown, 205 Live, NXT e NXT UK, assim como fora dos shows regulares, e muitas vezes as mudanças de campeão são mostradas em vídeos publicados no website da empresa e em suas redes sociais. É semelhante ao antigo WWE Hardcore Championship, que também teve uma "regra 24/7". O título foi introduzido no episódio do Raw de 20 de maio de 2019, quando Titus O'Neil se tornou o campeão inaugural, conquistando-o em uma disputa envolvendo vários outros lutadores.
R-Truth deteve o recorde de maior número de reinados, com 54. Reggie detém o recorde de maior reinado da história do título, tendo ficado com ele por 112 dias. Tucker detém o menor reinado com aproximadamente 4 segundos. Pat Patterson é o campeão mais velho, tendo o vencido aos 78 anos, enquanto Bad Bunny é o mais novo, conquistando-o aos 26 anos. The Revival (Scott Dawson e Dash Wilder) dividem um reinado. Em suma, temos 202 reinados compartilhados entre 57 personalidades.
A última campeã foi Nikki Cross.

## Reinados
| #           | Ordem de reinados na história                    |
| Reinado     | O número de reinados de cada lutador             |
| Localização | A cidade em que o título foi conquistado         |
| Evento      | O evento em que o título foi conquistado.        |
| —           | Usados para o tempo em que o título estava vago. |
| +           | Indica o reinado atual.                          |

Em 26 de fevereiro de 2025.
| #   | Lutador                                  | Reinado | Data                      | Dias com o título | Dias contados pela WWE | Local                     | Evento                                 | Notas | Ref.                |
| --- | ---------------------------------------- | ------- | ------------------------- | ----------------- | ---------------------- | ------------------------- | -------------------------------------- | --- | ------------------- |
| 1   | Titus O'Neil                             | 1       | 20 de maio de 2019        | <1                | <1                     | Albany, NY                | Raw                                    | Título anunciado por Mick Foley, que posicionou o cinturão no ringue e anunciou que o primeiro lutador a tomar posse do objeto tornaria-se o primeiro campeão. O'Neil foi o primeiro a fazê-lo. | [ 3 ]               |
| 2   | Robert Roode                             | 1       | 20 de maio de 2019        | <1                | <1                     | Albany, NY                | Raw                                    | Fez o pin em O'Neil na rampa de entrada. | [ 1 ]               |
| 3   | R-Truth                                  | 1       | 20 de maio de 2019        | 8                 | 7                      | Albany, NY                | Raw                                    | Fez o pin em Roode no estacionamento. | [ 4 ]               |
| 4   | Elias                                    | 1       | 28 de maio de 2019        | <1                | <1                     | Tulsa, OK                 | SmackDown Live                         | Fez o pin em Truth dentro do ringue depois que ele foi atacado por Elias, Shane McMahon e Drew McIntyre. A regra 24/7 foi suspensa temporariamente até o fim de uma luta de duplas mais tarde naquela mesma noite, na qual Elias e Truth estavam envolvidos. | [ 5 ]               |
| 5   | R-Truth                                  | 2       | 28 de maio de 2019        | 5                 | 4                      | Tulsa, OK                 | SmackDown Live                         | Fez o pin em Elias dentro do ringue depois que ele foi atacado por Roman Reigns e a regra 24/7 foi restabelecida. | [ 5 ]               |
| 6   | Jinder Mahal                             | 1       | 2 de junho de 2019        | <1                | <1                     | —                         | —                                      | Fez o pin em Mahal em um campo de golfe. O vídeo da conquista de Truth foi postado nas redes sociais da WWE e no WWE.com. | [ 6 ]               |
| 7   | R-Truth                                  | 3       | 2 de junho de 2019        | 2                 | 2                      | —                         | —                                      | Fez o pin em Truth em um campo de golfe. O vídeo da conquista de Mahal foi postado nas redes sociais da WWE e no WWE.com. | [ 6 ]               |
| 8   | Elias                                    | 2       | 4 de junho de 2019        | <1                | <1                     | Laredo, TX                | SmackDown Live                         | Foi uma luta lumberjack durante a qual a regra 24/7 foi desativada. | [ 7 ]               |
| 9   | R-Truth                                  | 4       | 4 de junho de 2019        | 2                 | 1                      | Laredo, TX                | SmackDown Live                         | Fez o pin em Elias debaixo do ringue. | [ 7 ]               |
| 10  | Jinder Mahal                             | 2       | 6 de junho de 2019        | <1                | <1                     | Frankfurt, Alemanha       | —                                      | Fez o pin em Truth na plataforma de estacionamento de um aeroporto. O vídeo da conquista de Mahal foi postado nas redes sociais da WWE e no WWE.com. | [ 8 ]               |
| 11  | R-Truth                                  | 5       | 6 de junho de 2019        | 12                | 12                     | Sobre o Mar Vermelho      | —                                      | Fez o pin em Mahal enquanto ele dormia dentro de um avião. O vídeo da conquista de Truth foi postado nas redes sociais da WWE e no WWE.com. | [ 9 ]               |
| 12  | Drake Maverick                           | 1       | 18 de junho de 2019       | 2                 | 2                      | Ontario, CA               | SmackDown Live                         | Fez o pin em Truth no estacionamento. | [ 10 ]              |
| 13  | R-Truth                                  | 6       | 20 de junho de 2019       | 4                 | 3                      | Orlando, FL               | —                                      | Fez o pin em Maverick em seu casamento. | [ 11 ]              |
| 14  | Heath Slater                             | 1       | 24 de junho de 2019       | <1                | <1                     | Everett, WA               | Raw                                    | | [ 12 ]              |
| 15  | R-Truth                                  | 7       | 24 de junho de 2019       | <1                | <1                     | Everett, WA               | Raw                                    | | [ 12 ]              |
| 16  | Cedric Alexander                         | 1       | 24 de junho de 2019       | <1                | <1                     | Everett, WA               | Raw                                    | | [ 12 ]              |
| 17  | EC3                                      | 1       | 24 de junho de 2019       | <1                | <1                     | Everett, WA               | Raw                                    | | [ 12 ]              |
| 18  | R-Truth                                  | 8       | 24 de junho de 2019       | 7                 | 7                      | Everett, WA               | Raw                                    | | [ 12 ]              |
| 19  | Drake Maverick                           | 2       | 1 de julho de 2019        | 14                | 13                     | Dallas, TX                | Raw                                    | | [ 13 ]              |
| 20  | R-Truth                                  | 9       | 15 de julho de 2019       | 7                 | 6                      | Uniondale, NY             | Raw                                    | Fez o pin em Maverick em um quarto de hotel. | [ 14 ]              |
| 21  | Drake Maverick                           | 3       | 22 de julho de 2019       | <1                | <1                     | Tampa, FL                 | Raw Reunion                            | Fez o pin em Truth nos bastidores do Raw. | [ 15 ]              |
| 22  | Pat Patterson                            | 1       | 22 de julho de 2019       | <1                | <1                     | Tampa, FL                 | Raw Reunion                            | Fez o pin em Maverick no vestiário. | [ 15 ]              |
| 23  | Gerald Brisco                            | 1       | 22 de julho de 2019       | <1                | <1                     | Tampa, FL                 | Raw Reunion                            | Fez o pin em Patterson nos bastidores do Raw. O momento do pin não foi exibido. | [ 15 ]              |
| 24  | Kelly Kelly                              | 1       | 22 de julho de 2019       | <1                | <1                     | Tampa, FL                 | Raw Reunion                            | Fez o pin em Brisco nos bastidores do Raw. Tornou-se a primeira mulher a ganhar o título. | [ 15 ]              |
| 25  | Candice Michelle                         | 1       | 22 de julho de 2019       | <1                | <1                     | Tampa, FL                 | Raw Reunion                            | Fez o pin em Kelly nos bastidores do Raw. Melina foi a árbitra. | [ 15 ]              |
| 26  | Alundra Blayze                           | 1       | 22 de julho de 2019       | <1                | <1                     | Tampa, FL                 | Raw Reunion                            | Derrotou Michelle por submissão nos bastidores do Raw. Melina foi a árbitra. | [ 15 ]              |
| 27  | Ted DiBiase                              | 1       | 22 de julho de 2019       | <1                | <1                     | Tampa, FL                 | Raw Reunion                            | Comprou o título de Blayze e foi reconhecido como campeão. | [ 15 ]              |
| 28  | Drake Maverick                           | 4       | 22 de julho de 2019       | <1                | <1                     | Tampa, FL                 | Raw Reunion                            | Fez o pin em DiBiase dentro de uma limusine. O momento do pin não foi exibido. | [ 15 ]              |
| 29  | R-Truth                                  | 10      | 22 de julho de 2019       | 7                 | 6                      | Tampa, FL                 | Raw Reunion                            | Fez o pin em Maverick no estacionamento. | [ 15 ]              |
| 30  | Mike Kanellis                            | 1       | 29 de julho de 2019       | <1                | <1                     | Little Rock, AK           | Raw                                    | | [ 16 ]              |
| 31  | Maria Kanellis                           | 1       | 29 de julho de 2019       | 7                 | 6                      | Little Rock, AK           | Raw                                    | Fez o pin em Mike nos bastidores do Raw. | [ 16 ]              |
| 32  | Mike Kanellis                            | 2       | 5 de agosto de 2019       | <1                | <1                     | Pittsburgh, PA            | Raw                                    | Fez o pin em Maria em uma clínica obstétrica. Gravado anteriormente. | [ 17 ]              |
| 33  | R-Truth                                  | 11      | 5 de agosto de 2019       | 7                 | 7                      | Pittsburgh, PA            | Raw                                    | Fez o pin em Mike em uma clínica obstétrica. Gravado anteriormente. | [ 17 ]              |
| 34  | The Revival (Scott Dawson e Dash Wilder) | 1       | 12 de agosto de 2019      | <1                | <1                     | Toronto, ON               | Raw                                    | Fizeram o pin ao mesmo tempo em Truth, tornando-se co-campeões. | [ 18 ]              |
| 35  | R-Truth                                  | 12      | 12 de agosto de 2019      | <1                | <1                     | Toronto, ON               | Raw                                    | Fez o pin em Dawson. | [ 18 ]              |
| 36  | Elias                                    | 3       | 12 de agosto de 2019      | 11                | 11                     | Toronto, ON               | Raw                                    | Fez o pin em Truth nos bastidores. | [ 18 ]              |
| 37  | R-Truth                                  | 13      | 23 de agosto de 2019      | <1                | <1                     | Los Angeles, CA           | Fox Sports Founders Day                | O vídeo da conquista de Truth foi postado nas redes sociais da WWE e no WWE.com em 24 de agosto de 2019. | [ 19 ]              |
| 38  | Rob Stone                                | 1       | 23 de agosto de 2019      | <1                | <1                     | Los Angeles, CA           | Fox College Football                   | Fez o pin em Truth nos bastidores de um programa de futebol da Fox Sports. O vídeo foi postado nas redes sociais da WWE e no WWE.com em 24 de agosto de 2019. | [ 19 ]              |
| 39  | Elias                                    | 4       | 23 de agosto de 2019      | 4                 | 3                      | Los Angeles, CA           | Fox College Football                   | Fez o pin em Stone nos bastidores de um programa de futebol da Fox Sports. O vídeo foi postado nas redes sociais da WWE e no WWE.com em 24 de agosto de 2019. | [ 19 ]              |
| 40  | Drake Maverick                           | 5       | 27 de agosto de 2019      | 7                 | 7                      | Baton Rouge, Louisiana    | SmackDown Live                         | | [ 20 ]              |
| 41  | Bo Dallas                                | 1       | 3 de setembro de 2019     | <1                | <1                     | Norfolk, Virgínia         | SmackDown Live                         | Fez o pin em Maverick nos bastidores. | [ 21 ]              |
| 42  | Drake Maverick                           | 6       | 3 de setembro de 2019     | <1                | <1                     | Norfolk, Virgínia         | SmackDown Live                         | | [ 21 ]              |
| 43  | R-Truth                                  | 14      | 3 de setembro de 2019     | 6                 | 5                      | Norfolk, Virgínia         | SmackDown Live                         | Fez o pin em Maverick na rampa. | [ 21 ]              |
| 44  | Enes Kanter                              | 1       | 9 de setembro de 2019     | <1                | <1                     | Nova Iorque, Nova Iorque  | Raw                                    | | [ 22 ]              |
| 45  | R-Truth                                  | 15      | 9 de setembro de 2019     | 7                 | 7                      | Nova Iorque, Nova Iorque  | Raw                                    | | [ 22 ]              |
| 46  | Prefeito Glenn Jacobs                    | 1       | 16 de setembro de 2019    | <1                | <1                     | Knoxville, Tennessee      | Raw                                    | Fez o pin em Truth no Neylan Stadium. A mudança foi gravada e exibida no Raw no mesmo dia. | [ 23 ]              |
| 47  | R-Truth                                  | 16      | 16 de setembro de 2019    | 4                 | 3                      | Knoxville, Tennessee      | Raw                                    | Fez o pin em Jacobs no estacionamento da Thompson-Boling Arena. A mudança foi gravada e exibida no Raw no mesmo dia. | [ 23 ]              |
| 48  | EC3                                      | 2       | 20 de setembro de 2019    | <1                | <1                     | Cidade Quezon, Filipinas  | Evento ao vivo                         | | [ 24 ]              |
| 49  | R-Truth                                  | 17      | 20 de setembro de 2019    | 1                 | 1                      | Cidade Quezon, Filipinas  | Evento ao vivo                         | | [ 24 ]              |
| 50  | EC3                                      | 3       | 21 de setembro de 2019    | <1                | <1                     | Xangai, China             | Evento ao vivo                         | | [ 24 ]              |
| 51  | R-Truth                                  | 18      | 21 de setembro de 2019    | 1                 | <1                     | Xangai, China             | Evento ao vivo                         | | [ 24 ]              |
| 52  | EC3                                      | 4       | 22 de setembro de 2019    | <1                | <1                     | Honolulu, HI              | Live Event                             | |                     |
| 53  | R-Truth                                  | 19      | 22 de setembro de 2019    | 1                 | 1                      | Honolulu, HI              | Live Event                             | |                     |
| 54  | Carmella                                 | 1       | 23 de setembro de 2019    | 11                | 10                     | São Francisco, Califórnia | Raw                                    | | [ 25 ]              |
| 55  | Marshmello                               | 1       | 4 de outubro de 2019      | <1                | <1                     | Los Angeles, Califórnia   | Friday Night SmackDown                 | Fez o pin em Carmella nos bastidores. | [ 26 ]              |
| 56  | Carmella                                 | 2       | 4 de outubro de 2019      | 2                 | 1                      | Los Angeles, Califórnia   | Friday Night SmackDown                 | Fez o pin em Marshmello nos bastidores. | [ 26 ]              |
| 57  | Tamina                                   | 1       | 6 de outubro de 2019      | <1                | <1                     | Sacramento, Califórnia    | Hell in a Cell (2019)                  | Fez o pin em Carmella nos bastidores. | [ 27 ]              |
| 58  | R-Truth                                  | 20      | 6 de outubro de 2019      | 15                | 15                     | Sacramento, Califórnia    | Hell in a Cell (2019)                  | Fez o pin em Tamina no palco. | [ 27 ]              |
| 59  | Sunil Singh                              | 1       | 21 de outubro de 2019     | 10                | 9                      | Cleveland, OH             | Raw                                    | |                     |
| 60  | R-Truth                                  | 21      | 31 de outubro de 2019     | <1                | <1                     | Arábia Saudita            | Crown Jewel                            | |                     |
| 61  | Samir Singh                              | 1       | 31 de outubro de 2019     | 18                | 18                     | Arábia Saudita            | Crown Jewel                            | |                     |
| 62  | R-Truth                                  | 22      | 18 de novembro de 2019    | 1                 | <1                     | Boston, MA                | Raw                                    | |                     |
| 63  | Michael Giaccio                          | 1       | 19 de novembro de 2019    | <1                | <1                     | Stamford, CT              | N/A                                    | |                     |
| 64  | R-Truth                                  | 23      | 19 de novembro de 2019    | 13                | 13                     | Stamford, CT              | N/A                                    | | [ 2 ] [ 28 ]        |
| 65  | Kyle Busch                               | 1       | 2 de dezembro de 2019     | <1                | <1                     | Nashville, TN             | Raw                                    | | [ 2 ] [ 29 ]        |
| 66  | R-Truth                                  | 24      | 2 de dezembro de 2019     | 20                | 19                     | Nashville, TN             | Raw                                    | | [ 2 ] [ 30 ]        |
| 67  | Akira Tozawa                             | 1       | 22 de dezembro de 2019    | <1                | <1                     | New York, NY              | N/A                                    | | [ 2 ] [ 31 ]        |
| 68  | Santa Claus                              | 1       | 22 de dezembro de 2019    | <1                | <1                     | New York, NY              | N/A                                    | | [ 2 ] [ 31 ]        |
| 69  | R-Truth                                  | 25      | 22 de dezembro de 2019    | 4                 | 4                      | New York, NY              | N/A                                    | | [ 2 ] [ 31 ]        |
| 70  | Samir Singh                              | 2       | 26 de dezembro de 2019    | <1                | <1                     | New York, NY              | Live Event                             | | [ 2 ] [ 32 ]        |
| 71  | Sunil Singh                              | 2       | 26 de dezembro de 2019    | <1                | <1                     | New York, NY              | Live Event                             | | [ 2 ] [ 32 ]        |
| 72  | R-Truth                                  | 26      | 26 de dezembro de 2019    | 1                 | <1                     | New York, NY              | Live Event                             | | [ 2 ] [ 32 ]        |
| 73  | Samir Singh                              | 3       | 27 de dezembro de 2019    | <1                | <1                     | Pittsburgh, PA            | Live Event                             | | [ 2 ] [ 33 ]        |
| 74  | Mike Rome                                | 1       | 27 de dezembro de 2019    | <1                | <1                     | Pittsburgh, PA            | Live Event                             | | [ 2 ] [ 33 ]        |
| 75  | Sunil Singh                              | 3       | 27 de dezembro de 2019    | <1                | <1                     | Pittsburgh, PA            | Live Event                             | | [ 2 ] [ 33 ]        |
| 76  | R-Truth                                  | 27      | 27 de dezembro de 2019    | 1                 | <1                     | Pittsburgh, PA            | Live Event                             | | [ 2 ] [ 33 ]        |
| 77  | Samir Singh                              | 4       | 28 de dezembro de 2019    | <1                | <1                     | Baltimore, MD             | Live Event                             | | [ 2 ] [ 34 ] [ 35 ] |
| 78  | R-Truth                                  | 28      | 28 de dezembro de 2019    | 1                 | <1                     | Baltimore, MD             | Live Event                             | | [ 2 ] [ 34 ] [ 35 ] |
| 79  | Sunil Singh                              | 4       | 29 de dezembro de 2019    | <1                | <1                     | Hershey, PA               | Live Event                             | | [ 2 ] [ 36 ]        |
| 80  | Samir Singh                              | 5       | 29 de dezembro de 2019    | <1                | <1                     | Hershey, PA               | Live Event                             | | [ 2 ] [ 36 ]        |
| 81  | R-Truth                                  | 29      | 29 de dezembro de 2019    | 2                 | 2                      | Hershey, PA               | Live Event                             | | [ 2 ] [ 37 ]        |
| 82  | Mojo Rawley                              | 1       | 31 de dezembro de 2019    | <1                | <1                     | New York, NY              | Fox's New Year's Eve with Steve Harvey | | [ 2 ] [ 38 ]        |
| 83  | R-Truth                                  | 30      | 31 de dezembro de 2019    | 13                | 12                     | New York, NY              | Fox's New Year's Eve with Steve Harvey | | [ 2 ] [ 38 ]        |
| 84  | Mojo Rawley                              | 2       | 13 de janeiro de 2020     | 4                 | 3                      | Lexington, KY             | Raw                                    | Fez o pin na rampa de entrada. | [ 2 ] [ 39 ]        |
| 85  | R-Truth                                  | 31      | 17 de janeiro de 2020     | <1                | <1                     | Lafayette, LA             | Live Event                             | | [ 2 ] [ 40 ]        |
| 86  | Mojo Rawley                              | 3       | 17 de janeiro de 2020     | 1                 | <1                     | Lafayette, LA             | Live Event                             | | [ 2 ] [ 40 ]        |
| 87  | R-Truth                                  | 32      | 18 de janeiro de 2020     | <1                | <1                     | Jackson, MS               | Live Event                             | | [ 2 ] [ 41 ]        |
| 88  | Mojo Rawley                              | 4       | 18 de janeiro de 2020     | 1                 | <1                     | Jackson, MS               | Live Event                             | | [ 2 ] [ 41 ]        |
| 89  | R-Truth                                  | 33      | 19 de janeiro de 2020     | <1                | <1                     | Topeka, KS                | Live Event                             | | [ 2 ] [ 42 ]        |
| 90  | Mojo Rawley                              | 5       | 19 de janeiro de 2020     | 8                 | 8                      | Topeka, KS                | Live Event                             | | [ 2 ] [ 42 ]        |
| 91  | R-Truth                                  | 34      | 27 de janeiro de 2020     | <1                | <1                     | San Antonio, TX           | Raw                                    | Fez o pin em Mojo dentro do ringue. | [ 2 ] [ 43 ]        |
| 92  | Mojo Rawley                              | 6       | 27 de janeiro de 2020     | 14                | 13                     | San Antonio, TX           | Raw                                    | Fez o pin em R-Truth dentro do ringue. | [ 2 ] [ 43 ]        |
| 93  | Riddick Moss                             | 1       | 10 de fevereiro de 2020   | 41                | 40                     | Ontário, CA               | Raw                                    | Fez o pin em Mojo Rawley. | [ 2 ] [ 44 ]        |
| 94  | R-Truth                                  | 35      | 22 de março de 2020       | 4 ou 3            | 13                     | Orlando, FL               | N/A                                    | Ocorreu em uma calçada enquanto Riddick Moss estava correndo. Esta mudança de título foi mostrada no site da WWE e nas contas de mídia social. A WWE reconhece esse reinado como terminando em 4 de abril de 2020, quando a seguinte mudança de título foi transmitida. | [ 2 ] [ 45 ]        |
| 95  | Mojo Rawley                              | 7       | 25 ou 26 de março de 2020 | <1 ou 1           | <1                     | Orlando, FL               | WrestleMania 36                        | Ocorreu na área de visualização do host. A WrestleMania foi gravada nos dias 25 e 26 de março, mas atualmente não se sabe em que dia essa alteração de título foi gravada. A WWE reconhece esse reinado como começando em 4 de abril de 2020, quando o evento foi exibido. A WWE reconhece esse reinado como terminando em 5 de abril de 2020, quando o evento foi transmitido. | [ 2 ] [ 46 ]        |
| 96  | Rob Gronkowski                           | 1       | 25 ou 26 de março de 2020 | 67 ou 68          | 57                     | Orlando, FL               | WrestleMania 36                        | Ocorreu na área de visualização do host. A WrestleMania foi gravada nos dias 25 e 26 de março, mas atualmente não se sabe em que dia essa mudança de título foi gravada. A WWE reconhece esse reinado como começando em 5 de abril de 2020, quando o evento foi exibido.. | [ 2 ] [ 47 ]        |
| 97  | R-Truth                                  | 36      | 1 de junho de 2020        | 16                | 21                     | Foxborough, MA            | N/A                                    | Ocorreu no quintal de Rob Gronkowski. Gravado durante a tarde e exibido mais tarde naquela noite no Raw. | [ 2 ] [ 48 ]        |
| 98  | Akira Tozawa                             | 2       | 17 de junho de 2020       | 10                | 7                      | Orlando, FL               | Raw                                    | R-Truth foi originalmente programado para defender o título contra Tozawa em um combate, mas R-Truth foi atacado por Bobby Lashley, após isso,l Tozawa fez o pin em R-Truth. A WWE reconhece esse reinado como começando em 22 de junho de 2020, quando a luta foi transmitida.                                                                                                 | [ 2 ] [ 49 ] [ 50 ] |
| 99  | R-Truth                                  | 37      | 27 de junho de 2020       | 23                | 21                     | Orlando, FL               | Raw                                    | A WWE reconhece esse reinado como começando em 29 de junho de 2020, quando a luta foi transmitida. | [ 2 ] [ 51 ] [ 52 ] |
| 100 | Shelton Benjamin                         | 1       | 20 de julho de 2020       | 14                | 14                     | Orlando, FL               | Raw                                    | A mudança ocorreu no backstage. | [ 2 ] [ 53 ]        |
| 101 | Akira Tozawa                             | 3       | 3 de agosto de 2020       | <1                | 7                      | Orlando, FL               | Raw                                    | Derrotou R-Truth e Shelton Benjamin em um combate triple threat. A WWE reconhece esse reinado como terminando em 10 de agosto de 2020 quando a luta foi transmitida. | [ 54 ]              |
| 102 | R-Truth                                  | 38      | 3 de agosto de 2020       | 11                | 7                      | Orlando, FL               | Raw                                    | Fez o pin na rampa de entrada. A WWE reconhece esse reinado como começando em 10 de agosto de 2020 quando a luta foi transmitida. | [ 2 ] [ 55 ] [ 56 ] |
| 103 | Shelton Benjamin                         | 2       | 13 de agosto de 2020      | <1                | <1                     | Orlando, FL               | Raw                                    | A WWE reconhece esse reinado como começando em 17 de agosto de 2020 quando a luta foi transmitida. | [ 57 ]              |
| 104 | Cedric Alexander                         | 2       | 13 de agosto de 2020      | <1                | <1                     | Orlando, FL               | Raw                                    | A WWE reconhece esse reinado como começando em 17 de agosto de 2020 quando a luta foi transmitida. | [ 57 ]              |
| 105 | Shelton Benjamin                         | 3       | 13 de agosto de 2020      | 11                | 6                      | Orlando, FL               | Raw                                    | A WWE reconhece esse reinado como começando em 17 de agosto de 2020 quando a luta foi transmitida. | [ 57 ]              |
| 106 | Akira Tozawa                             | 4       | 24 de agosto de 2020      | 7                 | 7                      | Orlando, FL               | Raw                                    | Foi uma luta Fatal Four-Way envolvendo também Cedric Alexander e R-Truth. | [ 2 ] [ 58 ]        |
| 107 | R-Truth                                  | 39      | 31 de agosto de 2020      | 27                | 27                     | Orlando, FL               | N/A                                    | Ocorreu no estacionamento da arena onde o árbitro se disfarçou de segurança. Gravado durante a tarde e mostrado mais tarde naquela noite no Raw. | [ 2 ] [ 59 ]        |
| 108 | Drew Gulak                               | 1       | 27 de setembro de 2020    | <1                | <1                     | Orlando, FL               | Clash of Champions (2020)              | A mudança ocorreu no backstage. | [ 2 ] [ 60 ]        |
| 109 | R-Truth                                  | 40      | 27 de setembro de 2020    | 1                 | 1                      | Orlando, FL               | Clash of Champions (2020)              | A mudança ocorreu na área de entrevistas no backstage. | [ 2 ] [ 60 ]        |
| 110 | Akira Tozawa                             | 5       | 28 de setembro de 2020    | <1                | <1                     | Orlando, FL               | Raw                                    | A mudança ocorreu no backstage | [ 2 ] [ 61 ]        |
| 111 | Drew Gulak                               | 2       | 28 de setembro de 2020    | <1                | <1                     | Orlando, FL               | Raw                                    | A mudança ocorreu no backstage | [ 2 ] [ 61 ]        |
| 112 | R-Truth                                  | 41      | 28 de setembro de 2020    | 7                 | 7                      | Orlando, FL               | Raw                                    | A mudança ocorreu no backstage | [ 2 ] [ 61 ]        |
| 113 | Drew Gulak                               | 3       | 05 de outubro de 2020     | <1                | <1                     | Orlando, FL               | Raw                                    | A mudança ocorreu no backstage | [ 2 ] [ 62 ]        |
| 114 | R-Truth                                  | 42      | 05 de outubro de 2020     | 28                | 28                     | Orlando, FL               | Raw                                    | A mudança ocorreu dentro de uma lixeira no backstage | [ 2 ] [ 62 ]        |
| 115 | Drew Gulak                               | 4       | 02 de novembro de 2020    | 7                 | 7                      | Orlando, FL               | Raw                                    | A mudança ocorreu no ringue depois que Bobby Lashley derrotou o então campeão R-Truth em uma luta não válida pelo título no Raw; Gulak apareceu e tentou fazer o pin em Truth, mas Lashley atacou Gulak e colocou seu corpo inconsciente em cima de Truth, permitindo que Gulak conseguisse o pinfall e ganhasse o título.                                                      | [ 2 ] [ 63 ]        |
| 116 | R-Truth                                  | 43      | 09 de novembro de 2020    | <1                | <1                     | Orlando, FL               | Raw                                    | A mudança ocorreu no backstage. | [ 2 ] [ 64 ]        |
| 117 | Akira Tozawa                             | 6       | 09 de novembro de 2020    | <1                | <1                     | Orlando, FL               | Raw                                    | Foi uma luta seven-way envolvendo também Drew Gulak, Erik, Gran Metalik, Lince Dorado, e Tucker. | [ 64 ]              |
| 118 | Erik                                     | 1       | 09 de novembro de 2020    | <1                | <1                     | Orlando, FL               | Raw                                    | | [ 64 ]              |
| 119 | Drew Gulak                               | 5       | 09 de novembro de 2020    | <1                | <1                     | Orlando, FL               | Raw                                    | | [ 64 ]              |
| 120 | Tucker                                   | 1       | 09 de novembro de 2020    | <1                | <1                     | Orlando, FL               | Raw                                    | | [ 64 ]              |
| 121 | Drew Gulak                               | 6       | 09 de novembro de 2020    | <1                | <1                     | Orlando, FL               | Raw                                    | | [ 64 ]              |
| 122 | Tucker                                   | 2       | 09 de novembro de 2020    | <1                | <1                     | Orlando, FL               | Raw                                    | | [ 64 ]              |
| 123 | Gran Metalik                             | 1       | 09 de novembro de 2020    | <1                | <1                     | Orlando, FL               | Raw                                    | | [ 64 ]              |
| 124 | Lince Dorado                             | 1       | 09 de novembro de 2020    | <1                | <1                     | Orlando, FL               | Raw                                    | | [ 64 ]              |
| 125 | R-Truth                                  | 44      | 09 de novembro de 2020    | 13                | 13                     | Orlando, FL               | Raw                                    | | [ 64 ]              |
| 126 | The Gobbledy Gooker                      | 1       | 22 de novembro de 2020    | <1                | <1                     | Orlando, FL               | Survivor Series Kickoff                | A mudança correu na mesa do pré-show. O personagem foi retratado por Drew Gulak, no entanto, a WWE não reconheceu isso e, portanto, não reconhece este como o sétimo reinado de Gulak. | [ 2 ] [ 65 ]        |
| 127 | Akira Tozawa                             | 7       | 22 de novembro de 2020    | <1                | <1                     | Orlando, FL               | Survivor Series                        | A mudança ocorreu no backstage. | [ 2 ] [ 66 ]        |
| 128 | R-Truth                                  | 45      | 22 de novembro de 2020    | 39                | 39                     | Orlando, FL               | Survivor Series                        | A mudança ocorreu no backstage. | [ 66 ]              |
| 129 | Angel Garza                              | 1       | 31 de dezembro de 2020    | 4                 | 4                      | N/A                       | TikTok's New Year's Eve Party          | Ocorreu em um local não revelado sendo transmitido ao vivo no TikTok. | [ 2 ] [ 67 ]        |
| 130 | R-Truth                                  | 46      | 04 de janeiro de 2021     | 27                | 27                     | St. Petersburg, FL        | Raw Legends Night                      | A mudança ocorreu no backstage após Angel Garza se assustar com The Boogeyman. | [ 2 ] [ 68 ]        |
| 131 | Alicia Fox                               | 1       | 31 de janeiro de 2021     | <1                | <1                     | St. Petersburg, FL        | Royal Rumble                           | A mudança ocorreu no ringue durante a luta feminina do Royal Rumble, da qual Fox estava participando. | [ 2 ] [ 69 ]        |
| 132 | R-Truth                                  | 47      | 31 de janeiro de 2021     | <1                | <1                     | St. Petersburg, FL        | Royal Rumble                           | A mudança ocorreu no lado de fora do ringue durante a luta Royal Rumble feminina. | [ 2 ] [ 69 ]        |
| 133 | Peter Rosenberg                          | 1       | 31 de janeiro de 2021     | 1                 | 1                      | St. Petersburg, FL        | Royal Rumble                           | A mudança ocorreu próximo a mesa do pré-show. | [ 2 ] [ 69 ]        |
| 134 | R-Truth                                  | 48      | 1 de fevereiro de 2021    | 5                 | 5                      | St. Petersburg, FL        | The Michael Kay Show                   | R-Truth pinou Rosenberg no quarto de hotel de Rosenberg durante a transmissão ao vivo do The Michael Kay Show na YES Network e WEPN Radio. | [ 70 ]              |
| 135 | Doug Flutie                              | 1       | 6 de fevereiro de 2021    | <1                | <1                     | Clearwater, FL            | 2021 Celebrity Flag Football Game      | A mudança ocorreu em Clearwater Beach durante o intervalo do jogo, que foi ao ar na ESPNEWS. | [ 71 ]              |
| 136 | R-Truth                                  | 49      | 6 de fevereiro de 2021    | 9                 | 9                      | Clearwater, FL            | 2021 Celebrity Flag Football Game      | A mudança ocorreu em Clearwater Beach durante o jogo, que foi ao ar na ESPNEWS. | [ 72 ]              |
| 137 | Akira Tozawa                             | 8       | 15 de fevereiro de 2021   | <1                | <1                     | St. Petersburg, FL        | Raw                                    | A mudança ocorreu no backstage. | [ 2 ] [ 73 ]        |
| 138 | Bad Bunny                                | 1       | 15 de fevereiro de 2021   | 28                | 28                     | St. Petersburg, FL        | Raw                                    | A mudança ocorreu no backstage. | [ 2 ] [ 73 ]        |
| 139 | R-Truth                                  | 50      | 15 de março de 2021       | 6                 | 6                      | St. Petersburg, FL        | Raw                                    | Bad Bunny cedeu o título para R-Truth em troca da memorabilia de Stone Cold Steve Austin. | [ 2 ] [ 74 ]        |
| 140 | Joseph Average                           | 1       | 21 de março de 2021       | <1                | <1                     | St. Petersburg, FL        | Fastlane                               | A mudança ocorreu nos bastidores durante um anúncio da Old Spice. | [ 2 ] [ 75 ]        |
| 141 | R-Truth                                  | 51      | 21 de março de 2021       | 1438+             | 1438+                  | St. Petersburg, FL        | Fastlane                               | A mudança ocorreu nos bastidores durante um anúncio da Old Spice. | [ 2 ] [ 75 ]        |

## Lista de reinados combinados

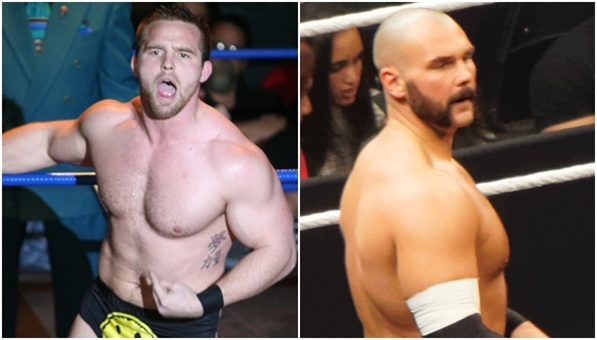
The Revival (Scott Dawson e Dash Wilder) foram os únicos tag team a ganhar o título e serem oficialmente reconhecidos como co-campeões.

| ¤ | A duração exata de pelo menos um reinado é incerta, portanto, a menor duração é considerada. |

| Pos. | Campeão                                  | Nº de reinados | Dias combinados | Dias combinados contados pela WWE |   |
| ---- | ---------------------------------------- | -------------- | --------------- | --------------------------------- | - |
| 1    | R-Truth                                  | 53(54)         | ¤423            | ¤415                              |   |
| 2    | Dana Brooke                              | 15             | 336             | 335                               |   |
| 3    | Reginald/Reggie                          | 4              | 133             | 132                               |   |
| 4    | Akira Tozawa                             | 15(16)         | 87              | 89                                |   |
| 5    | Rob Gronkowski                           | 1              | ¤67             | 57                                |   |
| 6    | Riddick Moss                             | 1              | 41              | 40                                |   |
| 7    | Mojo Rawley                              | 7              | ¤28             | 25                                |   |
| 7    | Bad Bunny                                | 1              | 28              | 28                                |   |
| 9    | Shelton Benjamin                         | 3              | 25              | 20                                |   |
| 10   | Drake Maverick                           | 8              | 23              | 22                                |   |
| 11   | Samir Singh                              | 5              | 18              | 18                                |   |
| 12   | Elias                                    | 4              | 15              | 14                                |   |
| 13   | Carmella                                 | 4              | 13              | 11                                |   |
| 14   | Sunil Singh                              | 4              | 10              | 9                                 |   |
| 15   | Drew Gulak                               | 7              | 7               | 6                                 | 6 |
| 15   | Maria Kanellis                           | 1              | 7               | 6                                 | 6 |
| 17   | Angel Garza                              | 1              | 4               | 4                                 |   |
| 18   | Peter Rosenberg                          | 1              | 1               | <1                                |   |
| 19   | Nikki A.S.H./Nikki Cross                 | 11             | <1              | <1                                |   |
| 19   | Tamina                                   | 9              | <1              | <1                                |   |
| 19   | EC3                                      | 4              | <1              | <1                                |   |
| 19   | Cedric Alexander                         | 3              | <1              | <1                                |   |
| 19   | Doudrop                                  | 2              | <1              | <1                                |   |
| 19   | Jinder Mahal                             | 2              | <1              | <1                                |   |
| 19   | Mike Kanellis                            | 2              | <1              | <1                                |   |
| 19   | Tucker                                   | 2              | <1              | <1                                |   |
| 19   | Joseph Average                           | 1(2)           | <1              | <1                                |   |
| 19   | Alexa Bliss                              | 1              | <1              | <1                                |   |
| 19   | Alicia Fox                               | 1              | <1              | <1                                |   |
| 19   | Alundra Blayze                           | 1              | <1              | <1                                |   |
| 19   | Bo Dallas                                | 1              | <1              | <1                                |   |
| 19   | Byron Saxton                             | 1              | <1              | <1                                |   |
| 19   | Candice Michelle                         | 1              | <1              | <1                                |   |
| 19   | Corey Graves                             | 1              | <1              | <1                                |   |
| 19   | Daphanie LaShaunn                        | 1              | <1              | <1                                |   |
| 19   | Doug Flutie                              | 1              | <1              | <1                                |   |
| 19   | Eddie Orengo                             | 1              | <1              | <1                                |   |
| 19   | Enes Kanter                              | 1              | <1              | <1                                |   |
| 19   | Erik                                     | 1              | <1              | <1                                |   |
| 19   | Gerald Brisco                            | 1              | <1              | <1                                |   |
| 19   | Mayor Glenn Jacobs                       | 1              | <1              | <1                                |   |
| 19   | Gran Metalik                             | 1              | <1              | <1                                |   |
| 19   | Heath Slater                             | 1              | <1              | <1                                |   |
| 19   | Kelly Kelly                              | 1              | <1              | <1                                |   |
| 19   | Kyle Busch                               | 1              | <1              | <1                                |   |
| 19   | Lince Dorado                             | 1              | <1              | <1                                |   |
| 19   | Marshmello                               | 1              | <1              | <1                                |   |
| 19   | Michael Giaccio                          | 1              | <1              | <1                                |   |
| 19   | Mike Rome                                | 1              | <1              | <1                                |   |
| 19   | Pat Patterson                            | 1              | <1              | <1                                |   |
| 19   | Robert Roode                             | 1              | <1              | <1                                |   |
| 19   | Rob Stone                                | 1              | <1              | <1                                |   |
| 19   | Santa Claus                              | 1              | <1              | <1                                |   |
| 19   | Shawn Bennett                            | 1              | <1              | <1                                |   |
| 19   | The Gobbledy Gooker                      | 1              | <1              | <1                                |   |
| 19   | The Million Dollar Man                   | 1              | <1              | <1                                |   |
| 19   | The Revival (Scott Dawson e Dash Wilder) | 1              | <1              | <1                                |   |
| 19   | Titus O'Neil                             | 1              | <1              | <1                                |   |